# Église Saint-Martin de Moissac
L'église Saint-Martin de Moissac est une église catholique située 28, avenue de Gascogne, à Moissac, en France. Le bâtiment résulte de la transformation au XIe siècle des bains d'une villa gallo-romaine du IIIe siècle dont il réemploie les murs ; l'église est ainsi l'une des plus anciennes de France.

## Localisation
L'église est située dans le département français de Tarn-et-Garonne, sur la commune de Moissac, avenue de Gascogne.

## Historique
L'église se trouve sur un site antique. Il subsiste de ce qui a dû être un établissement des bains une partie du chauffage par le sol datant du début du IVe siècle. On a longtemps cru que l'église avait été construite à l'époque mérovingienne en transformant un édifice romain situé à l'emplacement du chœur actuel. L'abside polygonale décentrée aurait été ajoutée IXe siècle. Les fouilles ont retrouvé les substructions d'un bâtiment romain au début du XXe siècle.
Les recherches archéologiques faites en 2011 et 2012 ont montré que les parties dites "mérovingiennes" sont en fait antiques sur une hauteur de 9 mètres. L'église reprend exactement le plan d'un balnéaire d'une villa antique. La nef coïncide avec le frigidarium et le chœur à la réunion du tepidarium et du caldarium. Les bassins qui se trouvaient de part et d'autre ont été détruits. Ce balnéaire a dû être construit au début du IVe siècle. Pour l'aménagement en église, la partie est a été modifiée en abandonnant l'hypocauste et en détruisant le mur antique qui séparait les deux parties du chœur.
Des aménagements importants de l'église ont été faits au IXe siècle, peut-être liés au transfert des reliques de saint Ansbert qui aurait été le second abbé de l'abbaye de Moissac, en 868. L'église a pris alors le nom de Saint-Ansbert qu'elle a gardé jusqu'au XIIIe siècle d'après Marcel Durliat. Des fenêtres sont ouvertes dans le mur nord et le mur occidental est reconstruit. L'église a été agrandie vers l'ouest jusqu'à la muraille fortifiée à contreforts circulaires qui lui était antérieure.
Un cimetière autour de l'église est établi à partir du Xe siècle.
L'église est paroissiale depuis au moins le XIe siècle. Une partie du chevet est aménagée au XIe siècle et un enfeu au XIIe siècle. 
La chapelle Notre-Dame, côté sud, a été ajoutée à la fin du XVe siècle. Elle a été décorée d'un ensemble de peintures représentant la vie du Christ, ainsi que le mur sud et un nouveau portail.
Le porche avec un portail a été ajouté au XVIIe siècle devant le portail gothique.
L'église est vendue comme bien national à la Révolution. Elle est rachetée par la commune en 1862 et rendue au culte.
Une chapelle a été ajoutée sur le côté nord de l'église dans la seconde moitié du XIXe siècle, mais elle a été détruite au moment de la construction de la ligne ferroviaire.
La chapelle a été sauvée de la destruction au début du XXe siècle par les érudits moissagais Armand Viré et Jules Momméja. Jules Momméja a réalisé la campagne de fouilles de 1919-1920, juste avant le classement de l'église, en 1922. Armand Viré a dirigé la campagne de fouilles de 1946-1947.
L'église (sauf la chapelle Nord) a été classée au titre des monuments historiques en 1922 ; un nouvel arrêté du 6 juillet 2023 se substitue à ce classement. Les peintures murales du XIVe siècle qui ornent l'archivolte de l'arc d'entrée et les murs de la chapelle latérale ont été classées au titre des monuments historiques en 1953.
La totalité de la parcelle a été inscrite au titre des monuments historiques le 16 juillet 2014 pour protéger le balnéaire antique trouvé sous l'église